# Austrocarabodes trichosus
Austrocarabodes trichosus är en kvalsterart som först beskrevs av Sandór Mahunka 1983.  Austrocarabodes trichosus ingår i släktet Austrocarabodes och familjen Carabodidae. Inga underarter finns listade.